# DVB-T in Österreich

DVB-T-Logo

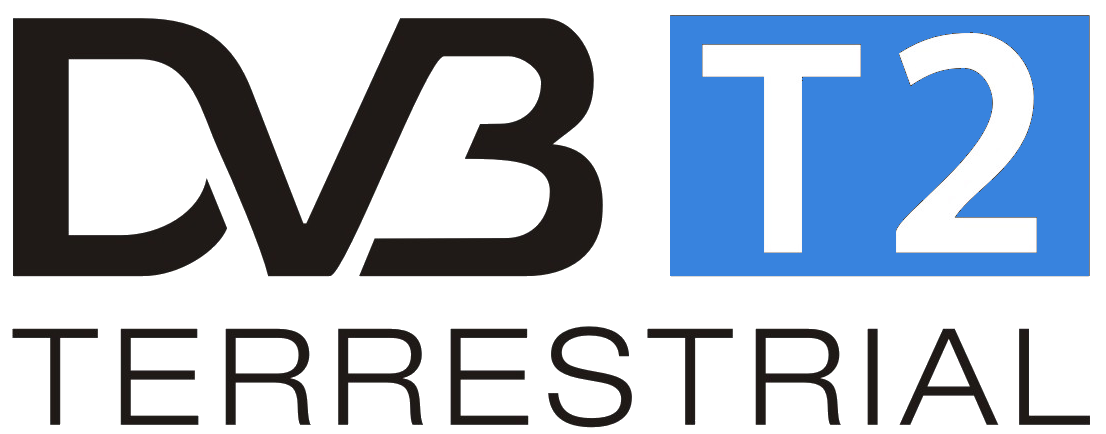
Logo des DVB-T2-Standards

Dieser Artikel beschreibt den Betrieb von DVB-T in Österreich. Die Abkürzung steht für engl. „Digital Video Broadcasting – Terrestrial“; zu Deutsch etwa: „Digitales, terrestrisches Fernsehen“ und bezeichnet eine Variante von DVB, die für die Funkübertragung von digitalen Hörfunk- und Fernsehsignalen über terrestrische (erdgebundene) Wege verwendet wird. DVB-T wurde 1997 von dem Europäischen Institut für Telekommunikationsnormen (ETSI) im Standard EN 300 744 festgelegt.

## Verlauf der Umstellung auf DVB-T
Die offizielle Einführung von DVB-T in Österreich fand am 26. Oktober 2006 statt. Seit diesem Termin werden 70 % der Haushalte mit DVB-T versorgt.
Die Ausstrahlung erfolgte vorerst simultan mit den Analogsignalen („Simulcast“), die nach vier Monaten abgeschaltet werden sollten. Diese Frist wurde aber verschoben.

## Bundesweites Fernsehen in DVB-T
Am 5. März 2007 wurde mit der Abschaltung analoger Fernsehsignale begonnen. Der Vorarlberger Hauptsender Pfänder (bei Bregenz) wurde nach einer relativ kurzen Zeit des Parallelbetriebes abgeschaltet. Die früher im Ballempfang arbeitenden Füllsender waren jedoch noch nicht betroffen. Im Jahr 2007 wurden dann sukzessive alle Großsender auf DVB-T umgestellt. Die erste Umstellungsphase war am 22. Oktober 2007 beendet.
Bis 2008 sollte die österreichweite Abdeckung 90 % betragen. Für Ende 2010 war eine Flächendeckung von 95 % der österreichischen Bevölkerung vorgesehen. Der einzige derzeit unter entsprechenden behördlichen Auflagen befugte Betreiber von DVB-T-Infrastruktur ist die mehrheitlich dem ORF gehörende Österreichische Rundfunksender GmbH (ORS), Bewerbungen anderer Unternehmen für diese Funktion blieben aus.
Im ersten Schritt nahm nur ein Multiplex, Mux A, mit den österreichischen Sendern ORF 1, ORF 2 (mit den jeweiligen Bundeslandsendungen) und ATV den Sendebetrieb auf. Allerdings werden über dieses Senderbouquet je Senderstandort zwei ORF 2-Regionalprogramme (für das eigene und für ein benachbartes Bundesland) verbreitet, sodass über dieses Senderbouquet vier Programme abgestrahlt werden. Vereinzelt sind Kleinsender, die topografisch zu ungünstig gelegen sind, nur mit einem ORF2-Programm auf Sendung.
Österreich startete zeitgleich mit der Einführung von DVB-T auch den Betrieb von MHP-Diensten (ORF OK, ATV OK). Die interaktiven MHP-Zusatzdienste konnten sich auch in Österreich nicht durchsetzen, ATV stellte den ATV-MultiText zum 7. Jänner 2009 ein. Der ORF OK MultiText wurde mangels Publikumsakzeptanz im Juni 2011 eingestellt. Die gewonnene Datenübertragungsrate soll zur Verbesserung der Bildqualität von ORF 2 genutzt werden.
Am 22. Oktober 2007 wurden in den Ballungsräumen auch der Mux B mit den Programmen Puls 4 (vormals PULS TV), 3sat und ORF SPORT + (vormals ORF Sport Plus) in Betrieb genommen. Am 1. Oktober 2009 startete der von Dietrich Mateschitz finanzierte Spartensender ServusTV über die Sender von Mux B seinen Sendebetrieb. Auch der neue ORF III sendet seit Oktober 2011 via Mux B. In und um Wien sind zusätzlich noch Radio Maria und Schau TV zu empfangen.
Bis 7. Juni 2011 wurden alle verbliebenen Sender auf DVB-T umgerüstet und Mux A hatte seinen Endausbau erreicht.
Im Jahr 2012 gingen in Wien, Bregenz und Graz sowie auf deutscher Seite bei Salzburg mehrere weitere Füllsender für den Mux A auf Sendung, um den Empfang innerhalb von Gebäuden zu verbessern. Der Mux B konnte auch in Regionen starten, die bisher technisch nicht erreicht wurden (z. B. Steyr). Im Sommer 2013 startete auf Mux A auch HbbTV.
Ab 21. Oktober 2014 begann der schrittweise Ausstieg aus dem im Vergleich zum Nachfolgestandard DVB-T2 weniger effizienten alten Standard DVB-T. Zunächst wurden in Kärnten und Osttirol die Sender des Mux B in DVB-T abgeschaltet, stattdessen sendet Mux B nun verschlüsselt in DVB-T2 mit weiteren österreichischen Programmen in HD und SD, die über simpliTV ohne Zusatzkosten zu sehen sind. Nach Meinung von ORS-Marketingchef Michael Weber solle die bundesweite Umstellung bis 2016 oder 2017 abgeschlossen sein. Nordtirol und Vorarlberg waren am 5. Mai 2015 dran, die restlichen Bundesländer folgen in einem Halbjahresrhythmus.
Am 27. Oktober 2016 wurde die Ausstrahlung von DVB-T in Wien, dem Nordburgenland und in Niederösterreich eingestellt.

## Regionales Fernsehen über Multiplex C
2007 fand erstmals eine Ausschreibung für den Mux C für urbane Gebiete statt. Anhand des Digitalisierungskonzepts fanden Ausschreibungen oder Erweiterungen alle zwei Jahre statt, seit 2011 jedoch nur mehr auf Nachfrage. Zahlreiche lokale Sender sind in Betrieb, teilweise aber auch wieder außer Betrieb genommen worden. Erstmals werden auch zwei Hörfunksender über DVB-T verbreitet.
In folgenden Regionen können regionale Fernsehsender empfangen werden:

### DVB-T
- Kärnten: Goldeck (Spittal/Drau), Gerlitzen (Villach), Petzen (Bleiburg)
- Niederösterreich, Region Mostviertel: Hochkogelberg (Gresten), Sonntagberg LS (Waidhofen)
- Raum Bad Ischl und Wolfgangsee (Oberösterreich): Katrin Seilbahnstütze (Bad Ischl), Bad Goisern, Strobl
- Oberösterreich (weite Teile): Lichtenberg (Linz)
- Oberösterreich (Teile): Am Porscheberg (Steyr)
- Region Mur-Mürztal (Bundesland Steiermark): Hans Prosl Haus und Mugel (Bruck/Mur)
- Weststeiermark und Zentralraum Graz: Schöckl, Gößnitz (Köflach), Arnstein (Voitsberg)
- Region Mur-Mürztal 1 (Bundesland Steiermark): Feistritzer Wald (Knittelfeld)
- Region Mur-Mürztal 2 (Bundesland Steiermark): Tremmelberg (Knittelfeld), Bärnerkogel (Leoben), Schafberg (Traboch)
- Oberes Ennstal (Bundesland Steiermark): Planai (Schladming)
- Weite Teile der Region Außerfern (Bundesland Tirol): Hahnenkamm (Reutte)
- Tiroler Oberland: Birkhahnbahn (Galtür), Plattenrain (Imst), Dias (Kappl), Krahberg (Landeck)
- Strudengau: Amstetten, Mauthausen (geplant)
- Wien (und Umgebung): Kahlenberg (Wien)

### DVB-T2
- Innsbruck (und Inntal): Patscherkofel (Innsbruck) (seit dem 5. Mai 2015)
- Bregenz (und Rheintal): Pfänder (Bregenz) (seit dem 5. Mai 2015)

### Ehemalige Multiplexe
In einigen Regionen konnten sich lokale Fernsehangebote über DVB-T nicht etablieren oder gingen innerhalb der behördlich festgesetzten Frist nicht auf Sendung:
- Großraum Wien (Lizenz zurückgegeben)
- Kärnten (Lizenz entzogen)[10]
- Wiener Becken (Lizenz entzogen)[11]
- Salzburg: Gaisberg (Betreiber sendet nicht mehr)
- Zentralraum Niederösterreich (Lizenz zurückgegeben)[12]
- Pongau und Oberes Ennstal (Lizenz entzogen)[13]
- Leoben (Lizenz entzogen)[14]
- Burgenland: (Lizenz zurückgegeben)

Im Bundesland Burgenland sowie in Osttirol gibt es derzeit keine lokalen DVB-T-Programme. Für Wien und Umgebung startete (allerdings im Mux B) mit Schau TV im Oktober 2011 ein lokaler Anbieter.
Die beiden Multiplexe vom Patscherkofel und vom Pfänder änderten die Sendeparameter auf DVB-T2 am 5. Mai 2015.

## DVB-T2
Als 2006 DVB-T flächendeckend eingeführt wurde und das analoge Signal ablöste, sah der Sendenetzbetreiber ORS, ein Tochterunternehmen des ORF, die DVB-T2-Technik als noch nicht ausgereift genug an. Deswegen entschied man sich für DVB-T als ersten Schritt. Am 12. April 2010 gab man den Start eines DVB-T2-Testbetriebes in Wien bekannt. Ab 2011 wurde mit einem zweiten Sender im Arsenal der Betrieb im Gleichwellennetz getestet (Kanal 65). Der Versuchsbetrieb sollte bis März 2012 laufen.  Ebenfalls 2011 wurde am Kahlenberg ein Sender auf einer zweiten Frequenz (Kanal 60) in Betrieb genommen, auf dem auch Zusatzdienste getestet wurden. Der Versuchsbetrieb für die Kanäle 60 und 65 wurde 2012 bis zum 31. März 2013 verlängert.
Im Februar 2011 gab die Vollversammlung der Digitalen Plattform Austria bekannt, dass der Multiplex D, dieser war früher für das gescheiterte DVB-H lizenziert, und der neue Multiplex E für eine Ausschreibung im DVB-T2-Standard bei einer Audio- und Videokomprimierung mittels MPEG-4 vorgesehen seien, womit indirekt auch hochauflösendes Fernsehen in Aussicht gestellt wurde. Alfred Grinschgl, Geschäftsführer der Rundfunk und Telekom Regulierungs-GmbH für den Fachbereich Medien, hielt in der Einführung dieser Veranstaltung ein erweitertes Medienangebot, „teilweise auch in HD-Qualität“, für einen wichtigen Beitrag, „Österreichs Identität in sehr umfassendem Sinne bestmöglich zu wahren.“  Die Ausschreibung erfolgte im Juli 2011. Im April 2012 wurde aufgrund der Nachfrage auch noch MUX F ausgeschrieben.
Im April 2013 wurde unter dem Namen SimpliTV flächendeckendes, aber überwiegend verschlüsseltes DVB-T2 eingeführt. Über 40 Sender sind verfügbar, die ausländischen Programme nur gegen eine Gebühr. Österreichische Programme sind jedoch nach einer Registrierung ohne Zusatzkosten zu sehen bzw. in geringerer Auflösung auch unverschlüsselt empfangbar. Die Verfügbarkeit und auch das Programmangebot wird – zulasten von DVB-T – künftig erweitert. Die Sendeanlagen in Kärnten und Osttirol haben bereits im Herbst 2014 den Mux B von DVB-T auf DVB-T2 umgestellt. Seit 5. Mai 2015 wird auf MUX B und MUX C in Vorarlberg und Tirol in DVB-T2 gesendet. Am 20. Oktober 2015 fand die Umstellung des MUX B in der Steiermark und im Südburgenland statt. ORF1 und ORF2 können in den bislang umgestellten Regionen noch bis voraussichtlich Ende 2016 wie bisher über DVB-T empfangen werden (MUX A).
Im August 2014 wurde der Mux A und B für die Nutzung in DVB-T2 neu ausgeschrieben, da die bisherige Genehmigung nur bis Herbst 2016 gilt.
| Bundesland       | Umstellungsbeginn (DVB-T) | Analogabschaltung  | Programme (Mux A, Mux B, tw. auch Mux C) | Hauptsendeanlage(n)                                     |
| ---------------- | ------------------------- | ------------------ | --- | ------------------------------------------------------- |
| Vorarlberg       | 26. Oktober 2006          | 5. März 2007       | ORF 1, ORF 2 (Hinweis: ORF III, ORF Sport +, 3sat, ATV, Puls 4, ServusTV, GoTV und ATV II senden nur mehr in DVB-T2 mit Registrierung bei SimpliTV) Ländle TV, SRF 1, SRF 2, (nur Pfänder), oe24 TV, gotv im Mux C (regional verfügbar) Programme aus Deutschland von grenznahen Sendeanlagen oder vom Pfänder                 | Pfänder                                                 |
| Tirol            | 26. Oktober 2006          | 7. Mai 2007        | ORF 1, ORF 2 (Hinweis: ORF III, ORF Sport +, 3sat, ATV, Puls 4, ServusTV, GoTV und ATV II senden nur mehr in DVB-T2 mit Registrierung bei SimpliTV) Tirol TV, gotv, Landeck TV (nur Landeck), Oberland TV im Mux C (regional verfügbar)                                                                                        | Patscherkofel / Imst                                    |
| Salzburg         | 26. Oktober 2006          | 4. Juni 2007       | ORF 1, ORF 2 (Hinweis: ORF III, ORF Sport +, 3sat, ATV, Puls 4, ServusTV senden nur mehr in DVB-T2 mit Registrierung bei SimpliTV) Salzburg Plus (nur Gaisberg) verbreitete bis 31. Jänner 2012 das danach eingestellte Programm im Mux C (regional verfügbar) Programme aus Deutschland von grenznahen Sendeanlagen           | Gaisberg, Högl, Luxkogel                                |
| Oberösterreich   | 26. Oktober 2006          | 4. Juni 2007       | ORF 1, ORF 2 (Hinweis: ORF III, ORF Sport +, 3sat, ATV, Puls 4, ServusTV senden nur mehr in DVB-T2 mit Registrierung bei SimpliTV) LT1 und dorf.tv (nur Lichtenberg), sowie Bad Ischl TV (nur Katrin), RTV Steyr Mux C (regional verfügbar) Programme aus Deutschland und Tschechien von grenznahen Sendeanlagen               | Lichtenberg/Freinberg/Kohlhof                           |
| Kärnten          | 26. Oktober 2006          | 24. September 2007 | ORF 1, ORF2 Kult1, KT1, Folx TV im Mux C (regional verfügbar) Programme aus Slowenien von grenznahen Sendeanlagen (Hinweis: ORF III, ORF Sport +, 3sat, ATV, Puls 4, ServusTV senden nur mehr in DVB-T2 mit Registrierung bei SimpliTV)                                                                                        | Dobratsch/Viktring                                      |
| Steiermark       | 26. Oktober 2006          | 24. September 2007 | ORF 1, ORF 2 Kanal 3, Aichfeld TV, Ennstal-TV, Planai TV, Hauser Panorama, Kult1, Folx TV, Soundportal im Mux C (regional verfügbar) Programme aus Slowenien und Kroatien von grenznahen Sendeanlagen (Hinweis: ORF III, ORF Sport +, 3sat, Puls 4, ServusTV und ATV senden nur mehr in DVB-T2 mit Registrierung bei SimpliTV) | Schöckl/Griesplatz (Graz)                               |
| Niederösterreich | 26. Oktober 2006          | 22. Oktober 2007   | ORF 1, ORF 2, ORF III, ORF SPORT +, 3sat, ATV, Puls 4, ServusTV; M4TV, RTV Steyr, Austria 24 TV, Diaspora TV im Mux C (regional verfügbar) | Jauerling/Klangturm (St. Pölten)                        |
| Wien             | 26. Oktober 2006          | 22. Oktober 2007   | ORF 1, ORF 2, ORF III, ORF SPORT +, 3sat, ATV, Puls 4, ServusTV, Schau TV, Radio Maria; ATV II, oe24 TV, okto und gotv im Mux C | Kahlenberg/Himmelhof/Arsenal/Mariahilfer Gürtel/Liesing |
| Burgenland       | 26. Oktober 2006          | Kein Analogsender  | ORF 1, ORF 2, ORF III, ORF SPORT +, 3sat, ATV, Puls 4, ServusTV Programme aus Ungarn von grenznahen Sendeanlagen | Eisenstadt                                              |